# ژاکوب بدو
ژاکوب بدو (انگلیسی: Jacob Bedeau؛ زادهٔ ۲۴ دسامبر ۱۹۹۹) بازیکن فوتبال است.
از باشگاه‌هایی که در آن بازی کرده‌است می‌توان به باشگاه فوتبال اسکانتورپ یونایتد، باشگاه فوتبال استون ویلا، و باشگاه فوتبال لیتون اورینت اشاره کرد.